# ジェームズ・ウォレス
ジェームズ・ウォレス(James Wallace, 1991年12月19日 - ）は、イングランド、マージーサイド州、リバプール出身の元サッカー選手。現役時代のポジションはMF。

## 経歴
2005年、13歳でエヴァートンFCのユースチームに加入。
2008年8月のプレシーズンマッチ、対PSVアイントホーフェン戦でトップチームデビューを果たした。